# صاصل جزائري
صاصل جزائري (الاسم العلمي: Ornithogalum algeriense) هو نوع نباتي يتبع جنس الصاصل من فصيلة الهليونية.